# Arachnid
Arachnid es una película española, dirigida por Jack Sholder y estrenada en el año 2001

## Argumento
En una isla de Sur del Pacífico, una avioneta se ve obligada a realizar un aterrizaje de emergencia. En ella viaja una expedición secreta para investigar un supuesto virus mortal que está diezmando a la población local. Encabezada por el escéptico aventurero Valentine, la expedición está formada por el prestigioso profesor Samuel León, su ayudante Susana y la piloto Loren Mercer, una antigua miembro del ejército que espera encontrar allí a su hermano, desaparecido en una misión secreta. Muy pronto empezarán a ocurrir extraños sucesos. En cuanto la expedición científica comienza a recorrer el otro lado de la isla, descubrirá horrorizada que la zona está habitada por enormes arañas mutantes de procedencia extraterrestre, y con un voraz instinto asesino.